# 第75屆柏林影展
第75屆柏林影展（德語：75. Internationalen Filmfestspiele Berlin）於2025年2月13日至2月23日在德國柏林舉辦，是美國籍的翠西亞·塔特爾接任總監後的第一屆。該屆影展新增競賽單元「視角」（德語：Perspectives），主要入選來自世界各地新銳導演的首部長片，並角逐最佳首部長片獎。
評審團主席由美國導演陶德·海恩斯擔任。德國導演湯姆·提克威執導的電影《光》被選為開幕片。榮譽金熊獎則授予蘇格蘭演員蒂妲·史雲頓。

## 評審團

### 正式競賽[6]
- 陶德·海恩斯：導演。（評審團主席）
- ／ 納比爾·艾尤許：導演、編劇、製片。
- 范冰冰：演員。
- 佩納·戴格勒（德语：Bina Daigeler）：服裝設計。
- 羅德里戈·莫雷諾（西班牙语：Rodrigo Moreno）：導演、編劇。
- 艾米·尼科爾森（英语：Amy Nicholson）：影評、作家。
- 瑪麗亞·施拉德：演員、導演、編劇。

### 視角[7]
- ／ 瑪麗安·裘柏（英语：Meryam Joobeur）：導演。
- ／ 艾伊莎·梅加（法语：Aïssa Maïga）：演員、製片、活動家。
- 瑪麗亞·薩莫拉（西班牙语：María Zamora）：製片。

### 短片競賽[8]
- 達莎·道恩豪爾（德语：Dascha Dauenhauer）：作曲。
- 金·哈塞（丹麥語：Jing Haase）：影展總監。
- 范玉麟：導演。

### 柏林紀錄片獎[9]
- 佩特拉·哥斯達（葡萄牙語：Petra Costa）：導演。
- 莉雅·格洛（丹麥語：Lea Glob）：導演。
- 想田和弘：導演。

### 新世代[10]
- 愛瑪·布蘭德霍斯特（荷兰语：Emma Branderhorst）：導演。
- 阿斯莉·厄薩斯蘭（德语：Aslı Özarslan）：導演。
- 伊科羅·錫凱（英语：Ikoro Sekai）：策展人。

## 官方單元

### 正式競賽
以下電影被選定為競賽片，並依首映日期排序，可角逐金熊獎和銀熊獎：
| 片名                     | 原文片名                    | 導演                      | 出品國                                                  |
| ------------------------ | --------------------------- | ------------------------- | ------------------------------------------------------- |
| 《生息之地》             | 《生息之地》                | 霍猛                      | 中国                                                    |
| 《熱牛奶》‡              | Hot Milk                    | 蕾貝卡·蘭克維茲           | 英国                                                    |
| 《阿里的旅程》‡          | Arï                         | 蕾歐娜·瑟哈艾兒           | 法國                                                    |
| 《異夢》                 | Dreams                      | 米歇爾·法蘭科             | 美国、 墨西哥                                           |
| 《天空的另一面》‡        | O último azul               | 加列比·馬斯卡洛           | 巴西、 墨西哥、 智利、 荷蘭                             |
| 《冰塔》                 | La Tour de Glace            | 露西兒·哈茲哈利羅維克     | 法國、 德国                                             |
| 《死鑽石中的倒影》       | Reflet dans un diamant mort | 海蓮娜·卡特 布魯諾·佛扎尼 | 比利时、 盧森堡、 義大利、 法國                         |
| 《想飛的女孩》           | 《想飛的女孩》              | 文晏                      | 中国                                                    |
| 《瑪麗埃爾所知》         | Was Marielle weiß           | 佛雷德利·漢巴萊克         | 德国                                                    |
| 《如果我有腿，我會踢你》 | If I Had Legs I'd Kick You  | 瑪麗·布倫斯坦             | 美国                                                    |
| 《音訊》                 | El mensaje                  | 伊凡·馮德                 | 阿根廷、 西班牙                                         |
| 《蓝月亮》‡              | Blue Moon                   | 李察·林克雷特             | 美国                                                    |
| 《懼嬰》                 | Mother's Baby               | 約翰娜·莫德爾             | 奥地利、 瑞士、 德国                                    |
| 《關於夢（性與愛）》‡    | Drømmer                     | 達格·約翰·豪格魯德        | 挪威                                                    |
| 《遠方鄉愁》             | يونان                       | 阿米爾·法克爾·艾爾丁      | 德国、 加拿大、 義大利、 巴勒斯坦、 约旦、 沙烏地阿拉伯 |
| 《二〇二五年的歐陸》     | Kontinental '25             | 拉杜·裘德                 | 羅馬尼亞                                                |
| 《時間軸》Ⓓ              | Стрічка часу                | 卡捷琳娜·戈諾斯泰         | 乌克兰、 盧森堡、 荷蘭、 法國                           |
| 《大自然对你说了什么》   | 그 자연이 네게 뭐라고 하니  | 洪常秀                    |                                                         |
| 《安全屋》               | La cache                    | 利昂涅爾·白耶             | 瑞士、 盧森堡、 法國                                    |

‡ 表示為LGBT題材電影，可角逐泰迪熊獎。
Ⓓ 表示為紀錄片，可角逐柏林紀錄片獎。

### 視角
以下電影被選為視角單元，並依首映日期排序，可角逐最佳首部長片獎：
| 片名                                         | 原文片名                                                                        | 導演                          | 出品國                              |
| -------------------------------------------- | ------------------------------------------------------------------------------- | ----------------------------- | ----------------------------------- |
| 《花漾少女心》                               | Kaj ti je deklica                                                               | 烏爾什卡·朱基奇               | 斯洛伐克、 義大利、 塞爾維亞        |
| 《逆生長》                                   | Minden rendben                                                                  | 丹尼爾·巴林特·索斯            | 匈牙利                              |
| 《魔鬼之煙（把燒過的火柴放在同一個盒子裡）》 | El Diablo Fuma (y guarda las cabezas de los cerillos quemados en la misma caja) | 艾尼斯圖·馬提涅茲·布希歐      | 墨西哥                              |
| 《夏日約會》‡                                | Le Rendez-vous de l'été                                                         | 華倫泰·卡迪克                 | 法國                                |
| 《如夜》                                     | Come la notte                                                                   | 利里克·戴拉·克魯茲            | 義大利、 菲律賓                     |
| 《假想敵》                                   | বাক্স বন্দি                                                                         | 塔努什里·達斯 索姆亞南達·薩希 | 印度、 法國、 美国、 西班牙         |
| 《拳擊世界》                                 | Mit der Faust in die Welt schlagen                                              | 康斯坦茲·克洛                 | 德国                                |
| 《如何正常與另一個世界的怪異》               | Wie man normal ist und die Merkwürdigkeiten der anderen Welt                    | 費洛里安·佩奇拉可             | 奥地利                              |
| 《我們相信你》                               | On vous croit                                                                   | 阿諾·杜菲 夏洛特·德維萊爾斯   | 比利时                              |
| 《瘋狂的帳單》                               | Mad Bills to Pay (or Destiny, dile que no soy malo)                             | 喬爾·巴爾加斯                 | 美国                                |
| 《和解》                                     | المستعمرة                                                                       | 穆罕默德·拉沙德               | 埃及、 法國、 德国、 沙烏地阿拉伯、 |
| 《約翰兩次獲釋》‡                            | Duas Vezes João Liberada                                                        | 托馬斯·寶拉·馬奎斯            | 葡萄牙                              |
| 《河鰻》                                     | 《河鰻》                                                                        | 朱駿騰                        | 臺灣                                |
| 《黑人新聞：條款與條件》                     | BLKNWS: Terms & Conditions                                                      | 卡利爾·約瑟夫                 | 美国                                |

‡ 表示為LGBT題材電影，可角逐泰迪熊獎。

### 短片競賽
以下電影被選定為競賽片，可角逐最佳短片金熊獎和最佳短片銀熊獎：
| 片名                            | 原文片名                                 | 導演                                 | 出品國                     |
| ------------------------------- | ---------------------------------------- | ------------------------------------ | -------------------------- |
| 《巨像之後》                    | After Colossus                           | 提摩西·安加萬·庫斯諾                 | 義大利、 印度尼西亞、 荷蘭 |
| 《水下》                        | Anba dlo                                 | 路易莎·卡拉吉安 羅莎·卡爾德拉        | 古巴、 巴西、 海地         |
| 《因為（你）》                  | Because of (U)                           | 安娜伊斯-托赫·科馬雷                 | 法國                       |
| 《小房子》                      | Casa chica                               | 勞·查爾斯                            | 墨西哥                     |
| 《季秋將至》‡                   | Casi septiembre                          | 露西雅·G·羅梅羅                      | 西班牙                     |
| 《願你幸福》                    | 《願你幸福》                             | 林暄晴                               | 新加坡                     |
| 《你好嗎？》                    | Comment ça va?                           | 卡洛琳·波吉 喬納森·維內爾            | 法國                       |
| 《公民·囚徒》                   | Dar band                                 | 赫薩姆·伊斯拉米                      | 伊朗                       |
| 《活石》                        | Élő kövek                                | 雅各·拉達尼·揚索                     | 匈牙利                     |
| 《普通的生活》                  | 普通の生活                               | 水尻自子                             | 日本、 法國                |
| 《命運之石》                    | Kámen Osudu                              | 茱莉·布萊克                          | 捷克                       |
| 《課外活動》                    | 《課外活動》                             | 魏德安 徐一丹                        | 中国                       |
| 《再見科基》                    | Koki, ciao                               | 昆頓·米勒                            | 荷蘭                       |
| 《王洛埃，未竟之作》‡           | Lloyd Wong, Unfinished                   | 陳樂施                               | 加拿大                     |
| 《母親的孩子》                  | Mother's Child                           | 娜歐蜜·諾瓦                          | 荷蘭                       |
| 《戰火停歇》                    | Prekid vatre                             | 雅各·克雷斯                          | 德国、 義大利、 斯洛伐克   |
| 《回望過去》                    | Rückblickend betrachtet                  | 丹尼爾·阿薩迪·法伊齊 米拉·茲盧克堅科 | 德国                       |
| 《薩米的遺體》                  | Sammi, Who Can Detach His Body Parts     | 賴恩·梅查爾森                        | 印度尼西亞                 |
| 《在他們眼中》                  | Their Eyes                               | 尼古拉斯·古羅                        | 法國                       |
| 《夏威夷見》                    | 《夏威夷見》                             | 楊國瑞                               | 新加坡                     |
| 特別展映                        |                                          |                                      |                            |
| 《幸福厄運》（2023年）          | Happy Doom                               | 比莉·羅伊斯                          | 奥地利                     |
| 《夜釣》（2011年）              | 파란만장                                 | 朴贊郁                               |                            |
| 《只要我們還有槍》（2014年）    | Tant qu'il nous reste des fusils à pompe | 卡洛琳·波吉 喬納森·維內爾            | 法國                       |
| 《三塊石頭致讓·熱內》（2014年） | Three Stones for Jean Genet              | 弗雷德·史萊奇                        | 德国                       |
| 《淘氣的男孩女孩》（2012年）    | Vilaine fille mauvais garçon             | 潔絲汀·楚特                          | 法國                       |
| 《生機》（2016年）              | Vita Lakamaya                            | 泉原昭人                             | 日本                       |

‡ 表示為LGBT題材電影，可角逐泰迪熊獎。

### 特別展映
以下電影被選為特別展映：
| 片名                                               | 原文片名                                            | 導演                               | 出品國                              |
| 特別展映盛會                                       | 特別展映盛會                                        | 特別展映盛會                       | 特別展映盛會                        |
| -------------------------------------------------- | --------------------------------------------------- | ---------------------------------- | ----------------------------------- |
| 《光》 （開幕片）                                  | Das Licht                                           | 湯姆·提克威                        | 德国                                |
| 《巴布狄倫：搖滾詩人》                             | A Complete Unknown                                  | 詹姆士·曼格                        | 美国                                |
| 《米奇17號》                                       | Mickey 17                                           | 奉俊昊                             | 美国、 英国                         |
| 《科隆1975》                                       | Köln 75                                             | 伊杜·弗魯克                        | 德国、 波蘭、 比利时                |
| 《島》                                             | Island                                              | 揚·奧勒·格斯特                     | 德国                                |
| 《夜班》                                           | Heldin                                              | 佩特拉·比翁迪娜·沃爾普             | 瑞士、 德国                         |
| 《悲傷是長著羽毛的生靈》                           | The Thing with Feathers                             | 迪倫·索敦                          | 英国                                |
| 《死亡之後》                                       | After This Death                                    | 路奇歐·卡斯楚                      | 美国                                |
| 《潛伏者》                                         | Lurker                                              | 艾力克斯·羅素                      | 美国                                |
| 特別展映盛會：影集                                 |                                                     |                                    |                                     |
| 《深入北方的小路》 （迷你影集）                    | The Narrow Road to the Deep North                   | 賈斯汀·克佐                        |                                     |
| 特別展映                                           |                                                     |                                    |                                     |
| 《一封給大衛的信》                                 | מכתב לדוד                                           | 湯姆·肖瓦                          | 以色列、 美国                       |
| 《不是野獸，如此狂野》‡                            | Kein Tier. So Wild.                                 | 博罕·科爾班尼                      | 德国、 波蘭、 法國                  |
| 《世界上最棒的媽媽》                               | A melhor mãe do mundo                               | 安娜·慕依拉緹                      | 巴西、 阿根廷                       |
| 《浩劫》（1985年）                                 | Shoah                                               | 克勞德·朗玆曼                      | 法國                                |
| 《破果》                                           | 파과                                                | 閔奎東                             |                                     |
| 《我只有虛無──朗茲曼的浩劫》                       | Je n'avais que le néant - "Shoah" par Lanzmann      | 紀堯姆·里博                        | 法國                                |
| 《德國人民》Ⓓ                                      | Das Deutsche Volk                                   | 馬爾欽·維爾佐夫斯基                | 德国                                |
| 《親愛的寶貝》                                     | Honey Bunch                                         | 瑪德琳·席姆斯·弗爾 達斯蒂·曼奇內利 | 加拿大                              |
| 《萊布尼茲》                                       | Leibniz – Chronik eines verschollenen Bildes        | 艾德·葛萊茲 阿納托·舒斯特          | 德国                                |
| 《我不受歡迎的朋友：第一部——莫斯科的最後一絲空氣》 | My Undesirable Friends: Part I - Last Air in Moscow | 茱莉亞·羅堤                        | 美国                                |
| 《祖輩的未來預視》Ⓓ                                | Ancestral Visions of the Future                     | 利摩漢·傑瑞米耶·摩西瑟             | 法國、 賴索托、 德国、 沙烏地阿拉伯 |
| 特別展映：榮譽金熊獎                               |                                                     |                                    |                                     |
| 《友誼之死》（1987年）                             | Friendship's Death                                  | 彼得·沃倫                          | 英国                                |
| 特別展映：金攝影機獎                               |                                                     |                                    |                                     |
| 《耶萊》（2007年）                                 | Yella                                               | 克里斯汀·佩佐                      | 德国                                |

‡ 表示為LGBT題材電影，可角逐泰迪熊獎。
Ⓓ 表示為紀錄片，可角逐柏林紀錄片獎。

### 經典回顧
以下電影被選為經典回顧：
| 片名                                                        | 原文片名                   | 導演                    | 出品國        |
| 經典修復                                                    | 經典修復                   | 經典修復                | 經典修復      |
| ----------------------------------------------------------- | -------------------------- | ----------------------- | ------------- |
| 《緊急追捕令》（1971年）                                    | Dirty Harry                | 唐·席格                 | 美国          |
| 《地獄天使》（1930年）                                      | Hell's Angels              | 霍華·休斯 詹姆斯·惠爾   | 美国          |
| 《再一個微笑》（1985年）                                    | Naerata ometi              | 萊達·雷厄斯 阿爾沃·伊霍 | 爱沙尼亚      |
| 《淒艷斷腸花》（1947年）                                    | The Paradine Case          | 亞佛烈德·希區考克       | 美国          |
| 《清作之妻》（1965年）                                      | 清作の妻                   | 增村保造                | 日本          |
| 《神女》（1934年）                                          | 《神女》（1934年）         | 吳永剛                  | 中華民國      |
| 《唱自己的歌》（1980年）                                    | Solo Sunny                 | 康拉德·沃爾夫           | 東德          |
| 《藍雪紡》（1983年）                                        | Vestida de azul            | 安東尼歐·希梅内斯-里可  | 西班牙        |
| 回顧：1970年代德國類型片                                    |                            |                         |               |
| 《德古拉夫人》（1977年）                                    | Lady Dracula               | 弗朗茲·約瑟夫·戈特利布  | 西德          |
| 《陌生的城市》（1972年）                                    | Fremde Stadt               | 魯道夫·托米             | 西德          |
| 《老實點，親愛的！》（1973年）                              | Nicht schummeln, Liebling! | 約阿希姆·哈斯勒         | 東德          |
| 《狼的觸痛》（1973年）                                      | Die Zärtlichkeit der Wölfe | 尤利·隆美尔             | 西德          |
| 《丁香肉凍》（1976年）                                      | Nelken in Aspik            | 昆特·賴斯               | 東德          |
| 《致命枷鎖》（1970年）                                      | Deadlock                   | 羅蘭·克利克             | 西德          |
| 《吸血鬼不死》（1970年）                                    | Jonathan                   | 漢斯·W·蓋森多弗夫       | 西德          |
| 《地獄中的奧菲斯》（1974年）                                | Orpheus in der Unterwelt   | 霍斯特·邦尼特           | 東德          |
| 《血腥的星期五》（1972年）                                  | Blutiger Freitag           | 羅爾夫·奧臣             | 西德、 義大利 |
| 《勢不兩立》（1974年）                                      | Einer von uns beiden       | 沃夫岡·彼得森           | 西德          |
| 《肉》（1979年）                                            | Fleisch                    | 萊納·埃勒               | 東德          |
| 《如果接吻就脫帽致敬！》（1971年）                          | Hut ab, wenn du küsst!     | 羅爾夫·洛桑斯基         | 西德          |
| 《男人是為了性愛而存在的（亞特蘭提斯-夏日童話）》（1970年） | Männer sind zum Lieben da  | 艾克哈特·施密特         | 西德          |
| 《輸出》（1974年）                                          | Hut ab, wenn du küsst!     | 麥可·范格勒             | 西德          |
| 《飛車黨》（1972年）                                        | Rocker                     | 克勞斯·蘭姆克           | 西德          |

### 電影大觀
以下電影被選為電影大觀：
| 片名                             | 原文片名                          | 導演                                                                                        | 出品國                               |
| 劇情片                           | 劇情片                            | 劇情片                                                                                      | 劇情片                               |
| -------------------------------- | --------------------------------- | ------------------------------------------------------------------------------------------- | ------------------------------------ |
| 《一千零一幀》                   | 1001 Frames                       | 梅爾努赫·阿利赫伊                                                                           | 伊朗、 美国                          |
| 《夜色誘惑》‡                    | Ato noturno                       | 馬斯奧·羅龍 菲利佩·馬辛巴赫                                                                 | 巴西                                 |
| 《開端》                         | Begyndelser                       | 珍妮特·諾達爾                                                                               | 丹麦、 瑞典、 比利时                 |
| 《知心朋友》                     | Confidente                        | 查拉·贊基爾吉 吉拉姆·喬瓦內蒂                                                               | 土耳其、 法國、 盧森堡               |
| 《魅味》                         | Delicious                         | 奈勒·穆勒-史托芬                                                                            | 德国                                 |
| 《醜陋的繼姐》                   | Den stygge stesøsteren            | 埃米莉·布里赫菲爾特                                                                         | 挪威、 波蘭、 瑞典、 丹麦            |
| 《夢想家》‡                      | Dreamers                          | 喬伊·蓋羅洛-阿克波約托                                                                      | 英国                                 |
| 《噩夢中的夢》‡                  | Dreams in Nightmares              | 莎塔拉·蜜雪兒·福特                                                                          | 美国、 臺灣、 英国                   |
| 《心如肌理》                     | The Heart Is a Muscle             | 伊姆蘭·漢杜萊                                                                               | 南非、 沙烏地阿拉伯                  |
| 《家，親愛的家》                 | Hjem kære hjem                    | 費雷·彼得森                                                                                 | 丹麦                                 |
| 《歇斯底里》                     | Hysteria                          | 穆罕默德·阿基夫·布尤卡塔萊                                                                  | 德国                                 |
| 《冰雪中的非凡女子》             | L'incroyable femme des neiges     | 賽巴斯汀·貝特貝德                                                                           | 法國                                 |
| 《太空百合戰鬥姬》‡              | Lesbian Space Princess            | 艾瑪·霍夫·霍布斯 莉拉·瓦格希斯                                                              |                                      |
| 《尋找蘭斯頓》（1992年）         | Looking for Langston              | 艾薩克·朱利安                                                                               | 英国、                               |
| 《魔法農場》                     | Magic Farm                        | 阿馬利婭·烏爾曼                                                                             | 美国、 阿根廷                        |
| 《混合現代》                     | ミックスモダン                    | 藤原稔三                                                                                    | 日本                                 |
| 《奧爾莫》                       | Olmo                              | 費南多·艾姆布克                                                                             | 美国、 墨西哥                        |
| 《再一次…（雕像永不死）》‡       | Once Again... (Statues Never Die) | 艾薩克·朱利安                                                                               | 英国                                 |
| 《不義之財》                     | Other People’s Money              | 達斯汀·盧斯 卡斯帕·孟克                                                                     | 德国、 丹麦、 奥地利                 |
| 《胡加爾的一天》‡                | Peter Hujar’s Day                 | 艾拉·薩克斯                                                                                 | 美国、 德国                          |
| 《眾生相》‡                      | 《眾生相》‡                       | 李駿碩                                                                                      | 香港、 中国、 美国                   |
| 《兄妹之心》                     | Schwesterherz                     | 莎拉·米羅·費歇爾                                                                            | 德国、 西班牙                        |
| 《愛作歹》‡                      | 《愛作歹》‡                       | 朱平                                                                                        | 臺灣                                 |
| 《聾人》                         | Sorda                             | 伊娃·利伯塔德                                                                               | 西班牙                               |
| 《歡迎回家，寶貝》               | Welcome Home Baby                 | 安德烈斯·波切斯卡                                                                           | 奥地利、 德国                        |
| 《蟬》                           | Zikaden                           | 茵娜·維斯                                                                                   | 德国                                 |
| 紀錄片                           |                                   |                                                                                             |                                      |
| 《旗幟下的日光》Ⓓ                | Bajo las banderas, el sol         | 胡安·何塞·佩雷拉                                                                            | 阿根廷、 巴拉圭、 美国、 法國、 德国 |
| 《基石》Ⓓ                        | Bedrock                           | 金加·米哈爾斯卡                                                                             | 加拿大                               |
| 《追求一切：希爾德加德·克內夫》Ⓓ | Ich will alles. Hildegard Knef    | 盧齊亞·施密德                                                                               | 德国                                 |
| 《喀土穆》                       | Khartoum                          | 阿納斯·賽義德 拉維亞·阿爾哈格 易卜拉欣·斯諾皮·艾哈邁德 蒂梅亞·穆罕默德·艾哈邁德 菲爾·考克斯 | 苏丹、 英国、 德国、                 |
| 《來自維茲切的信》Ⓓ              | Listy z Wilczej                   | 阿瓊·塔爾瓦爾                                                                               | 波蘭、 德国                          |
| 《默爾恩來信》                   | Die Möllner Briefe                | 瑪蒂娜·普里斯納                                                                             | 德国                                 |
| 《千面莫克》‡                    | Monk in Pieces                    | 比利·舍巴爾 大衛·C·羅伯茨                                                                   | 美国、 德国、 法國                   |
| 《保羅》Ⓓ                        | Paul                              | 德尼·柯特                                                                                   | 加拿大                               |
| 《撒旦之邪物》                   | Satanische Sau                    | 羅薩·馮·布勞恩海姆                                                                          | 德国                                 |
| 《一起跑酷》                     | يلّا باركور                        | 阿里布·祖阿特                                                                               | 瑞典、 巴勒斯坦、 沙烏地阿拉伯       |

‡ 表示為LGBT題材電影，可角逐泰迪熊獎。
Ⓓ 表示為紀錄片，可角逐柏林紀錄片獎。

### 論壇
以下電影被選為論壇單元：
| 片名                            | 原文片名                                                        | 導演                                      | 出品國                     |
| ------------------------------- | --------------------------------------------------------------- | ----------------------------------------- | -------------------------- |
| 《2024 (2023)》                 | 2024 (2023)                                                     | 斯特凡·海恩                               | 德国                       |
| 《夢之後》                      | After Dreaming                                                  | 克莉斯汀·哈羅圖尼安                       | 亞美尼亞、 美国、 墨西哥   |
| 《房屋》‡                       | בתים                                                            | 薇洛妮卡·妮可·泰泰鮑姆                    | 以色列、 德国              |
| 《春夜》                        | 봄밤                                                            | 姜美子                                    |                            |
| 《軍校生》                      | Кадет                                                           | 阿迪爾汗·葉爾扎諾夫                       |                            |
| 《瞬息法則》Ⓓ                   | Canone effimero                                                 | 詹盧卡·德·塞里歐 馬西米利亞諾·德·塞里歐   | 義大利                     |
| 《戰火紛飛時》Ⓓ                 | Час підльоту                                                    | 維塔利·弗謝沃洛多維奇·曼斯基              | 乌克兰、 拉脫維亞、 捷克   |
| 《龐然大物》                    | Colosal                                                         | 納伊貝·特拉弗斯·阿貝爾                    |                            |
| 《證據》                        | Evidence                                                        | 李·安妮·施密特                            | 美国                       |
| 《盆友》                        | Fwends                                                          | 蘇菲·索莫維爾                             |                            |
| 《守護利亞特》Ⓓ                 | Holding Liat                                                    | 布蘭登·克萊默                             | 美国                       |
| 《搬家》‡                       | Janine zieht aufs Land                                          | 簡·艾爾哈特                               | 德国                       |
| 《蚱蜢之吻》                    | Der Kuss des Grashüpfers                                        | 埃爾馬爾·伊馬諾夫                         | 德国、 盧森堡、 義大利     |
| 《小男孩》                      | Little Boy                                                      | 詹姆斯·班寧                               | 美国                       |
| 《蝴蝶的記憶》Ⓓ                 | La memoria de las mariposas                                     | 塔蒂亞娜·弗恩特斯·薩多夫斯基              | 秘魯、 葡萄牙              |
| 《巨世之中的極簡者》            | Minimals in a Titanic World                                     | 費爾伯特·艾梅·姆巴巴齊                    | 卢旺达、 德国、 喀麦隆     |
| 《臨終關懷病房》                | Palliativstation                                                | 菲利普·多林                               | 德国                       |
| 《潘庫》                        | Punku                                                           | 胡安·丹尼爾·費爾南德斯·莫萊羅             | 秘魯、 西班牙              |
| 《酷兒解放曲》Ⓓ‡                | 《酷兒解放曲》Ⓓ‡                                                | 曾憶文                                    | 马来西亚、 印度尼西亞      |
| 《斯特萬歸鄉記》                | Restitucija, ili, San i java stare garde                        | 捷里米爾·列里尼克                         | 塞爾維亞、 斯洛維尼亞      |
| 《暴力的感知》                  | 폭력의 감각                                                     | 金武英                                    |                            |
| 《塞壬的召喚》‡                 | Sirens Call                                                     | 米麗亞姆·戈辛 琳娜·西克曼                 | 德国、 荷蘭                |
| 《驕傲與姿態》                  | Stolz & Eigensinn                                               | 格爾德·克羅斯克                           | 德国                       |
| 《費奧多爾·奧澤羅夫的天鵝之歌》 | Лебядзіная песня Фёдара Озерава                                 | 尤里·謝馬什科                             | 立陶宛、 德国              |
| 《三廳電影》                    | 《三廳電影》                                                    | 蘇匯宇                                    | 臺灣                       |
| 《地下》                        | アンダーグラウンド                                              | 小田香                                    | 日本                       |
| 《我們的時代終將到來》Ⓓ         | Unsere Zeit wird kommen                                         | 伊薇特·洛克                               | 奥地利                     |
| 《龍潭虎穴》                    | Vaghachipani                                                    | 納泰什·赫格德                             | 印度、 新加坡              |
| 《無聲母愛》                    | Wenn du Angst hast nimmst du dein Herz in den Mund und lächelst | 馬里·露易絲·萊納                          | 奥地利                     |
| 《然後呢》                      | 《然後呢》                                                      | 曹譯文                                    | 香港                       |
| 《閃電劃過海面之時》            | When Lightning Flashes Over the Sea                             | 伊娃·諾伊曼                               | 德国、 乌克兰              |
| 特別展映                        |                                                                 |                                           |                            |
| 《謊言》                        | Das falsche Wort                                                | 卡特琳·西波德                             | 西德                       |
| 《果場》                        | 《果場》                                                        | 徐娜娜                                    | 德国、 中国                |
| 《亞馬遜姑娘》（1975年）        | Iracema, uma transa amazônica                                   | 豪爾赫·博丹斯基 奧蘭多·冼拿               | 巴西、 西德                |
| 《女導先驅路漫漫》              | The Long Road to the Director's Chair                           | 薇貝克·洛克貝格                           | 挪威                       |
| 《我的亞美尼亞幽靈》            | Mes fantômes arméniens                                          | 塔瑪拉·史蒂派尼揚                         | 法國、 亞美尼亞、          |
| 《赤裸》                        | Nagota                                                          | 莎賓娜·芭芭耶瓦                           | 、 法國                    |
| 《政變的傷疤》                  | Narben eines Putsches                                           | 娜塔莉·博格斯                             | 奥地利                     |
| 《第比利斯之春》                | Shinagani gazapkhulebis q'vaviloba                              | 蒂庫·科比亞什維利                         |                            |
| 論壇延展                        |                                                                 |                                           |                            |
| 《最後一天》                    | Akher Youm                                                      | 馬哈茂德·易卜拉欣                         | 埃及                       |
| 《巴薩廷區》                    | Al Basateen                                                     | 安東尼·夏蓬                               | 法國                       |
| 《荒誕之信》                    | Cartas do Absurdo                                               | 加布拉茲·桑納                             | 巴西                       |
| 《額外的生命（與衰敗）》        | Extra Life (and Decay)                                          | 史蒂芬妮·拉加德                           | 荷蘭、 法國                |
| 《鈷之戰》                      | Mikuba                                                          | 佩特納·恩達利科·卡通多洛                  | 刚果民主共和国、 美国      |
| 《奇蹟般的意外》                | Miraculous Accident                                             | 阿薩夫·格魯伯                             | 德国、 奥地利              |
| 《幻象：本徵狀態》              | Mirage: Eigenstate                                              | 里亞爾·里薩爾迪                           | 印度尼西亞、 英国、 葡萄牙 |
| 《山巒怒吼》                    | Mountain Roars                                                  | 瓊查諾克·塔納特泰普旺 波瓦拉特·馬普拉索布 | 泰國                       |
| 《肖像拯救了我》                | Mua besoj më shpëtoj portreti                                   | 阿爾班·穆亞                               | 科索沃、 荷蘭              |
| 《光合作用的死亡》              | 광합성하는 죽음                                                 | 車在民                                    |                            |
| 《轟鳴》                        | Pidikwe                                                         | 卡洛琳·莫奈                               | 加拿大                     |
| 《傳送門》                      | Portales                                                        | 埃萊娜·杜克                               | 西班牙                     |
| 《特別行動》                    | Spetsialna Operatsiia                                           | 阿列克西·拉敦斯基                         | 乌克兰、 立陶宛            |
| 《星辰會飲》‡                   | STARS                                                           | STARS集體                                 | 英国、 德国                |
| 《錫之城》                      | Tin City                                                        | 菲格爾·沃德                               | 爱尔兰                     |
| 《日蝕之時》                    | When the Sun is Eaten (Chi'bal K'iin)                           | 凱文·傑羅姆·艾弗森                        | 美国                       |
| 《威爾弗雷德·巴克的星象故事》   | Wilfred Buck’s Star Stories                                     | 麗莎傑克森 宏大宇航員                     | 加拿大                     |
| 《向菠蘿蜜祝禱》                | Zizi (ou oração da jaca fabulosa)                               | 費利佩·布拉加                             | 巴西                       |
| 論壇延展：展覽                  |                                                                 |                                           |                            |
| 《德國替代紀念碑》              | Alternatives Denkmal für Deutschland (ADfD)                     | Alternative Monument                      | 德国                       |
| 《在那平靜湖面之下》            | beneath the placid lake                                         | 庫什·巴德瓦爾 維賈揚蒂·拉奧               | 印度、 芬兰                |
| 《昌慶宮》                      | Chang Gyeong                                                    | 李章旭                                    |                            |
| 《JNN》                         | J-N-N                                                           | 吉南·塞德爾                               | 德国                       |
| 《被摧毀的家園》                | RAPTURE                                                         | 阿莉薩·貝格爾                             | 法國、 德国                |
| 《日沉》                        | Sinking Suns                                                    | 內達·賽義德                               | 奥地利、 德国              |

‡ 表示為LGBT題材電影，可角逐泰迪熊獎。
Ⓓ 表示為紀錄片，可角逐柏林紀錄片獎。

### 新世代
以下電影被選為新世代單元：
| 片名                     | 原文片名                           | 導演                                                     | 出品國                      |
| 兒童單元–長片            | 兒童單元–長片                      | 兒童單元–長片                                            | 兒童單元–長片               |
| ------------------------ | ---------------------------------- | -------------------------------------------------------- | --------------------------- |
| 《無形的本質》           | A natureza das coisas invisíveis   | 拉斐拉·卡梅洛                                            | 巴西、 智利                 |
| 《瑪雅，給我一個標題》   | Maya, donne-moi un titre           | 米歇·龔德里                                              | 法國                        |
| 《夏日烈焰》Ⓓ            | Ildsommer                          | 羅賓·彼得雷                                              | 丹麦、 西班牙               |
| 《奶奶身後事》           | O nepotřebných věcech a lidech     | 大衛·蘇庫普 派崔克·帕斯 利昂·維德馬爾 吉恩-克勞德·羅塞克 | 捷克、 斯洛伐克             |
| 《燃比娃》               | 《燃比娃》                         | 李文愉                                                   | 中国                        |
| 《太空見習生》           | Space Cadet                        | 艾瑞克·桑                                                | 加拿大                      |
| 《去海邊的路上》         | 海辺へ行く道                       | 橫濱聰子                                                 | 日本                        |
| 《植物學家》             | 《植物學家》                       | 景一                                                     | 中国                        |
| 《馬戲團的孩子》         | Zirkuskind                         | 茱莉亞·萊姆克 安娜·科赫                                  | 德国                        |
| 兒童單元–短片            |                                    |                                                          |                             |
| 《驚訝的表情》           | Akababuru: Expresión de asombro    | 瑞蒂·多澤·蘭達·亞加里                                    | 哥伦比亚                    |
| 《竊賊》                 | Anngerdardardor                    | 克里斯多福·里茲瓦諾維奇                                  | 丹麦、 格陵兰               |
| 《大巴》                 | Autokar                            | 西爾維亞·史基拉茲                                        | 比利时、 法國               |
| 《一落千丈》             | Down in the Dumps                  | 薇拉·范沃爾弗倫                                          | 荷蘭                        |
| 《關鍵一步》             | El paso                            | 羅伯托·塔拉索納                                          | 古巴                        |
| 《胡安妮塔》             | Juanita                            | 卡倫·華金 烏利安·塔蒂特                                  | 西班牙                      |
| 《小小反叛者電影俱樂部》 | Little Rebels Cinema Club          | 科季·里扎爾                                              | 印度尼西亞                  |
| 《週日十一點》           | On a Sunday at Eleven              | 艾莉西亞·K·哈里斯                                        | 加拿大                      |
| 《白色赭石》             | Ornmol                             | 瑪莉卡·佩德里薩特                                        |                             |
| 《排練日》               | Ruse                               | 瑞亞·舒克拉                                              | 印度                        |
| 青年單元–長片            |                                    |                                                          |                             |
| 《克里斯蒂》             | Christy                            | 布倫丹·坎蒂                                              | 英国、 爱尔兰               |
| 《達耶之家的故事》       | ضي (سيرة أهل الضي)                 | 卡里姆·埃爾·謝納維                                       | 埃及、 沙烏地阿拉伯         |
| 《課間休息》Ⓓ            | Hora do recreio                    | 露西亞·穆拉特                                            | 巴西                        |
| 《我向你發誓》           | Οι άγριες μέρες μας                | 瓦西里斯·可卡托斯                                        | 希腊、 法國、 德国、 比利时 |
| 《父親的育兒假》         | Paternal Leave                     | 愛利莎·尤格                                              | 德国、 義大利               |
| 《陽光》                 | Sunshine                           | 安朵娜特·加達萬                                          | 菲律賓                      |
| 《熾熱之心》             | Têtes brûlées                      | 瑪雅·阿吉米亞·伊德·澤拉瑪                                | 比利时                      |
| 《錯配的丈夫》           | Uᐃᒃᓴᕆᖖᒋᑕᕋ                          | 查克拉爾斯·庫納克                                        | 加拿大                      |
| 《鄉村搖滾少女2》        | ভিলেজ ৰকষ্টাৰ্ছ 2                       | 麗瑪·達斯                                                | 印度、 新加坡、 中国        |
| 《沙袋壩》‡              | Zečji nasip                        | 切延·切爾尼克·卡納克                                     |                             |
| 青年單元–特別展映        |                                    |                                                          |                             |
| 《未成年》               | De menor                           | 卡瑞·阿維斯·德蘇莎                                       | 巴西                        |
| 青年單元–短片            |                                    |                                                          |                             |
| 《鐵絲網》               | Arame farpado                      | 古斯塔沃·德·卡瓦略                                       | 巴西                        |
| 《拉美日落》             | Atardecer en América               | 馬蒂亞斯·羅哈斯·瓦倫西亞                                 | 巴西、 智利、 哥伦比亚      |
| 《隱於流水之下》         | ابراهيم                            | 阿里·葉海亞                                              | 伊拉克                      |
| 《凡塔斯》               | Fantas                             | 哈利瑪·阿爾·卡塔比                                       | 加拿大                      |
| 《嚎叫》‡                | Howl                               | 多米尼·馬歇爾                                            |                             |
| 《朱利安與風》‡          | Julian and the Wind                | 康納·傑斯普                                              | 加拿大                      |
| 《不要喚醒沉睡的孩子》   | Ne réveillez pas l'enfant qui dort | 凱文·奧伯特                                              | 喀麦隆                      |
| 《貴格會教徒》           | Quaker                             | 喬凡娜·莫利納                                            | 美国                        |
| 《我窗戶下的泥巴》‡      | Sous ma fenêtre, la boue           | 維歐蕾特·德沃耶                                          | 法國、 比利时               |
| 《希望你曾是耳朵》       | Wish You Were Ear                  | 米里亞娜·鮑洛格                                          | 匈牙利                      |

‡ 表示為LGBT題材電影，可角逐泰迪熊獎。
Ⓓ 表示為紀錄片，可角逐柏林紀錄片獎。

## 獎項
以下為得獎名單：

### 官方單元
- 金熊獎：《關於夢（性與愛）》－ 達格·約翰·豪格魯德
- 評審團大獎銀熊獎：《天空的另一面（葡萄牙語：O Último Azul）》－ 加列比·馬斯卡洛（葡萄牙語：Gabriel Mascaro）
- 評審團獎銀熊獎：《音訊（西班牙语：El mensaje (película de 2025)）》－ 伊凡·馮德（西班牙语：Iván Fund）
- 最佳導演銀熊獎：霍猛 －《生息之地》
- 最佳主角銀熊獎： －《如果我有腿，我會踢你（英语：If I Had Legs I'd Kick You）》
- 最佳配角銀熊獎：安德魯·史考特 －《蓝月亮》
- 最佳劇本銀熊獎：拉杜·裘德 －《二〇二五年的歐陸（德语：Kontinental '25）》
- 傑出藝術貢獻銀熊獎：露西兒·哈茲哈利羅維克（法语：Lucile Hadžihalilović）（整體創意）－《冰塔（法语：La Tour de glace）》

視角
- 最佳首部長片獎：《魔鬼之煙（把燒過的火柴放在同一個盒子裡）》－ 艾尼斯圖·馬提涅茲·布希歐
- 特別提及：《我們相信你》－ 阿諾·杜菲、夏洛特·德維萊爾斯

短片競賽
- 最佳短片金熊獎（英语：Golden Bear for Best Short Film）：《王洛埃，未竟之作（英语：Lloyd Wong, Unfinished）》－ 陳樂施
- 最佳短片銀熊獎（英语：Silver Bear for Best Short Film）：《普通的生活》－ 水尻自子（日语：水尻自子）
- Cupra電影製作人獎：《再見科基》－ 昆頓·米勒
- 歐洲電影獎候選：《你好嗎？》－ 卡洛琳·波吉（英语：Caroline Poggi and Jonathan Vinel）、喬納森·維內爾（英语：Caroline Poggi and Jonathan Vinel）

柏林紀錄片獎
- 柏林紀錄片獎（德语：Berlinale Dokumentarfilmpreis）：《守護利亞特》－ 布蘭登·克萊默
- 特別提及：
  - 《蝴蝶的記憶（西班牙语：La memoria de las mariposas）》－ 塔蒂亞娜·弗恩特斯·薩多夫斯基
  - 《瞬息法則》－ 詹盧卡·德·塞里歐（義大利語：Gianluca e Massimiliano De Serio）、馬西米利亞諾·德·塞里歐（義大利語：Gianluca e Massimiliano De Serio）

特別獎
- 榮譽金熊獎：蒂妲·史雲頓
- 金攝影機獎（德语：Berlinale Kamera）：萊納·羅瑟（德语：Rainer Rother）[31]

電影大觀
觀眾票選獎－劇情片
- 第一名：《聾人（西班牙语：Sorda (película)）》－ 伊娃·利伯塔德（西班牙语：Eva Libertad）
- 第二名：《太空百合戰鬥姬（英语：Lesbian Space Princess）》－ 艾瑪·霍夫·霍布斯、莉拉·瓦格希斯
- 第三名：《家，親愛的家》－ 費雷·彼得森（丹麥語：Frelle Petersen）

觀眾票選獎－紀錄片
- 第一名：《默爾恩來信（德语：Die Möllner Briefe）》－ 瑪蒂娜·普里斯納（德语：Martina Priessner）
- 第二名：《一起跑酷》－ 阿里布·祖阿特（阿拉伯语：عريب زعيتر）
- 第三名：《喀土穆》－ 阿納斯·賽義德、拉維亞·阿爾哈格、易卜拉欣·斯諾皮·艾哈邁德、蒂梅亞·穆罕默德·艾哈邁德、菲爾·考克斯

新世代
兒童單元
- 最佳影片水晶熊獎：《瑪雅，給我一個標題（法语：Maya, donne-moi un titre）》－ 米歇·龔德里
- 特別提及：《馬戲團的孩子》－ 茱莉亞·萊姆克、安娜·科赫
- 最佳短片水晶熊獎：《小小反叛者電影俱樂部》－ 科季·里扎爾
- 最佳短片特別提及獎：《一落千丈》－ 薇拉·范沃爾弗倫

- 國際評審團最佳影片獎：《植物學家》－ 景一
- 特別提及：《去海邊的路上》－ 橫濱聰子（日语：横浜聡子）
- 國際評審團最佳短片特別獎：《大巴》－ 西爾維亞·史基拉茲
- 特別提及：《驚訝的表情》－ 瑞蒂·多澤·蘭達·亞加里

青年單元
- 最佳影片水晶熊獎：《陽光》－ 安朵娜特·加達萬（英语：Antoinette Jadaone）
- 特別提及：《課間休息》－ 露西亞·穆拉特（葡萄牙語：Lúcia Murat）
- 最佳短片水晶熊獎：《希望你曾是耳朵》－ 米里亞娜·鮑洛格
- 特別提及：《拉美日落》－ 馬蒂亞斯·羅哈斯·瓦倫西亞

- 國際評審團最佳影片獎：《克里斯蒂》－ 布倫丹·坎蒂
- 特別提及：《熾熱之心》－ 瑪雅·阿吉米亞·伊德·澤拉瑪
- 國際評審團最佳短片獎：《不要喚醒沉睡的孩子》－ 凱文·奧伯特
- 特別提及：《隱於流水之下》－ 阿里·葉海亞

### 其他獎項
費比西獎
- 正式競賽：《關於夢（性與愛）》－ 達格·約翰·豪格魯德
- 視角：《花漾少女心（德语：Kaj ti je deklica）》－ 烏爾什卡·朱基奇
- 電影大觀：《旗幟下的日光（西班牙语：Bajo las banderas, el sol）》－ 胡安·何塞·佩雷拉
- 論壇：《蝴蝶的記憶（西班牙语：La memoria de las mariposas）》－ 塔蒂亞娜·弗恩特斯·薩多夫斯基

泰迪熊獎
- 最佳劇情片：《太空百合戰鬥姬（英语：Lesbian Space Princess）》－ 艾瑪·霍夫·霍布斯、莉拉·瓦格希斯
- 最佳紀錄片：《撒旦之邪物（德语：Satanische Sau）》－ 羅薩·馮·布勞恩海姆（德语：Rosa von Praunheim）
- 最佳短片：《王洛埃，未竟之作（英语：Lloyd Wong, Unfinished）》－ 陳樂施
- 評審團獎：《無聲母愛（德语：Wenn du Angst hast nimmst du dein Herz in den Mund und lächelst）》－ 馬里·露易絲·萊納（德语：Marie Luise Lehner）
- 特別獎：陶德·海恩斯（導演）

天主教人道精神獎
- 天主教人道精神獎（英语：Prize of the Ecumenical Jury）：
  - 正式競賽：《天空的另一面（葡萄牙語：O Último Azul）》－ 加列比·馬斯卡洛（葡萄牙語：Gabriel Mascaro）
  - 電影大觀：《心如肌理》－ 伊姆蘭·漢杜萊
  - 論壇：《守護利亞特》－ 布蘭登·克萊默

國際藝術電影院聯合會獎
- 國際藝術電影院聯合會獎：
  - 《聾人（西班牙语：Sorda (película)）》－ 伊娃·利伯塔德（西班牙语：Eva Libertad）（電影大觀）
  - 《無聲母愛（德语：Wenn du Angst hast nimmst du dein Herz in den Mund und lächelst）》－ 馬里·露易絲·萊納（德语：Marie Luise Lehner）（論壇）

讀者評審團獎
- 柏林摩根郵報讀者評審團獎：《天空的另一面（葡萄牙語：O Último Azul）》－ 加列比·馬斯卡洛（葡萄牙語：Gabriel Mascaro）
- 每日鏡報讀者評審團獎：《費奧多爾·奧澤羅夫的天鵝之歌》– 尤里·謝馬什科

德國藝術電影院協會獎－正式競賽
- 德國藝術電影院協會正式競賽片獎：《關於夢（性與愛）》－ 達格·約翰·豪格魯德
- 特別提及：《瑪麗埃爾所知（德语：Was Marielle weiß）》－ 佛雷德利·漢巴萊克（德语：Frédéric Hambalek）

歐洲電影標誌獎
- 歐洲電影標誌獎：《歇斯底里（德语：Hysteria (2025)）》－ 穆罕默德·阿基夫·布尤卡塔萊（德语：Mehmet Akif Büyükatalay）

卡利加里電影獎
- 卡利加里電影獎：《盆友》－ 蘇菲·索莫維爾

和平電影獎
- 和平電影獎：《喀土穆》－ 阿納斯·賽義德、拉維亞·阿爾哈格、易卜拉欣·斯諾皮·艾哈邁德、蒂梅亞·穆罕默德·艾哈邁德、菲爾·考克斯
- 特別提及：《酷兒解放曲》－ 曾憶文

大赦國際電影獎
- 大赦國際電影獎：《默爾恩來信（德语：Die Möllner Briefe）》－ 瑪蒂娜·普里斯納（德语：Martina Priessner）
- 特別提及：《喀土穆》－ 阿納斯·賽義德、拉維亞·阿爾哈格、易卜拉欣·斯諾皮·艾哈邁德、蒂梅亞·穆罕默德·艾哈邁德、菲爾·考克斯

海納卡羅獎
- 海納卡羅獎：《臨終關懷病房（德语：Palliativstation (Film)）》－ 菲利普·多林（德语：Philipp Döring）

德國藝術影院協會獎－青年電影
- 德國藝術影院協會青年電影獎：《父親的育兒假（德语：Paternal Leave）》－ 愛利莎·尤格（德语：Alissa Jung）
- 特別提及：《熾熱之心》－ 瑪雅·阿吉米亞·伊德·澤拉瑪

## 外部連結
- 官方网站